# Maîtrise (titre)
 (avril 2019).
Si vous disposez d'ouvrages ou d'articles de référence ou si vous connaissez des sites web de qualité traitant du thème abordé ici, merci de compléter l'article en donnant les références utiles à sa vérifiabilité et en les liant à la section « Notes et références ».
Pour les articles homonymes, voir Maîtrise.
En France et en Belgique, maître est un titre de civilité porté par plusieurs professions juridiques : les notaires, les avocats, les huissiers de justice, les commissaires priseurs judiciaires, les avocats au Conseil d'État et à la Cour de cassation, les mandataires et liquidateurs judiciaires, et les avoués.
Le titre de maître provient de ce que sous l'Ancien Régime, les notaires faisaient partie d'une corporation et se reconnaissaient entre eux par ce titre de civilité.
Les notaires furent l'une des premières professions à utiliser le titre de civilité de maître. Jadis le titre de monsieur était plus élevé que celui de maître ; d'ailleurs la profession de magistrat l'a gardé (monsieur le juge, monsieur le procureur).
Aujourd'hui encore, il est d'usage en s'adressant à ces juristes de les appeler « maître ».
La règle est la suivante :
Avant la nomination du juriste, son titre de civilité est madame, mademoiselle, ou monsieur.
Pendant son exercice : maître.
À la cessation de son activité, il reprend son titre d'avant sa nomination.
Il ne pourra se refaire appeler maître que s'il a reçu l'honorariat par ses pairs.
La majuscule n'est requise que lors d'une adresse directe (par exemple dans un courrier adressé personnellement).
Au Québec, le titre de maître est un titre de civilité porté par deux professions juridiques seulement: les avocats membres du barreau du Québec et les notaires membres de la chambre des notaires du Québec. Ce titre de civilité est abrégé par Me. Au Québec, la profession de magistrat ne correspond d'ailleurs pas à une charge de procureur mais seulement aux juges nommés à ce titre parmi les membres du Barreau du Québec et de la Chambre des notaires du Québec. Les juges des tribunaux (Cour supérieure du Québec, Cour d'appel du Québec, etc.) portent le titre d'« Honorable » et se font appeler « votre seigneurie ». Cette distinction provient de la tradition anglaise qui désigne les juges selon les règles en vigueur en Angleterre à une autre époque.